# Ghost Rider 2
 Denne artikel omhandler filmen Ghost Rider 2. Opslagsordet har også en anden betydning, se Ghost Rider (flertydig).
Ghost Rider 2 er en amerikansk overnaturlig superheltefilm fra 2012 instrueret af Mark Neveldine og Brian Taylor.

## Handling
Johnny Blaze kæmper stadig med sin forbandelse som djævelens dusørjæger, men lever efter sine seneste drabelige opgør et hemmeligt liv i Østeuropa, da han hyres af en hemmelig religiøs sekt for at redde en ung dreng fra djævelen. Johnny er i starten ikke meget for at skulle påtage sig Ghost Riders skræmmende kræfter og magt, men der er ingen vej tilbage, hvis han skal redde drengen

## Medvirkende
- Nicolas Cage som Johnny Blaze / Ghost Rider
- Johnny Whitworth som Ray Carrigan / Blackout
- Fergus Riordan som Danny Ketch
- Ciarán Hinds som Roarke / Mephisto
- Violante Placido som Nadya Ketch: Dannys mor
- Idris Elba som Moreau
- Christopher Lambert som Methodius
- Anthony Head som Benedict
- Jacek Koman as Terrokov
- Vincent Regan som Toma Nikasevic
- Spencer Wilding som Grannik